# Pukkisaari (ö i Norra Karelen, Joensuu)
Pukkisaari är en ö i Finland. Den ligger i sjön Juojärvi och i kommunen Outokumpu i den ekonomiska regionen  Joensuu ekonomiska region  och landskapet Norra Karelen, i den sydöstra delen av landet, 300 km nordost om huvudstaden Helsingfors. Öns area är 3 hektar och dess största längd är 250 meter i nord-sydlig riktning.